# Theo Jansen
Theo Jansen (all'anagrafe: Theodorus Gerardus Jozef Jansen; Scheveningen-L'Aja, 17 marzo 1948) è un artista olandese attivo soprattutto nel campo della scultura cinetica, con creazioni che si pongono al confine tra la creazione artistica e la progettazione ingegneristica.

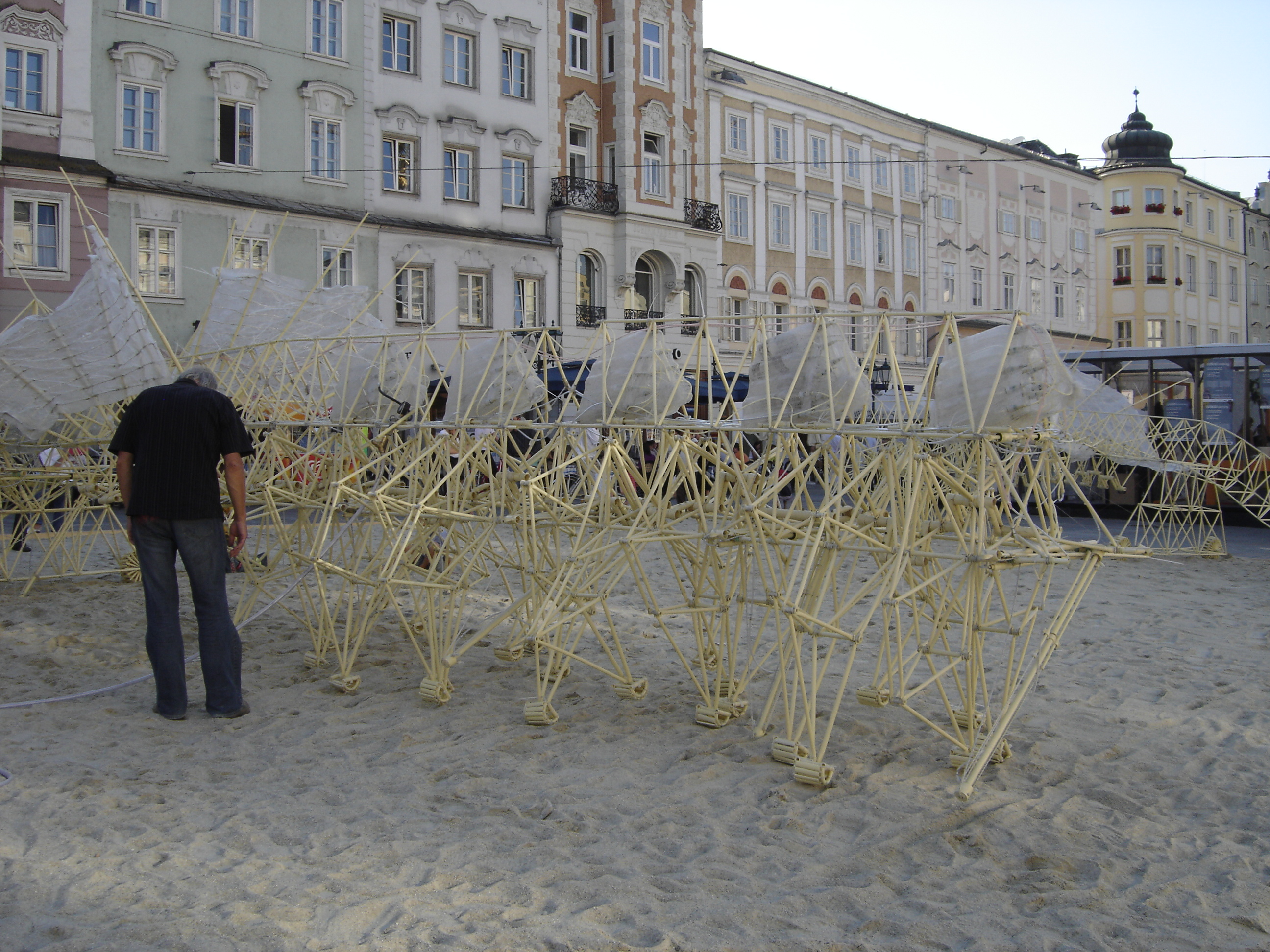
Theo Jansen con una delle sue Strandbeesten (bestie da spiaggia)

movimento a tre

Movimento a uno

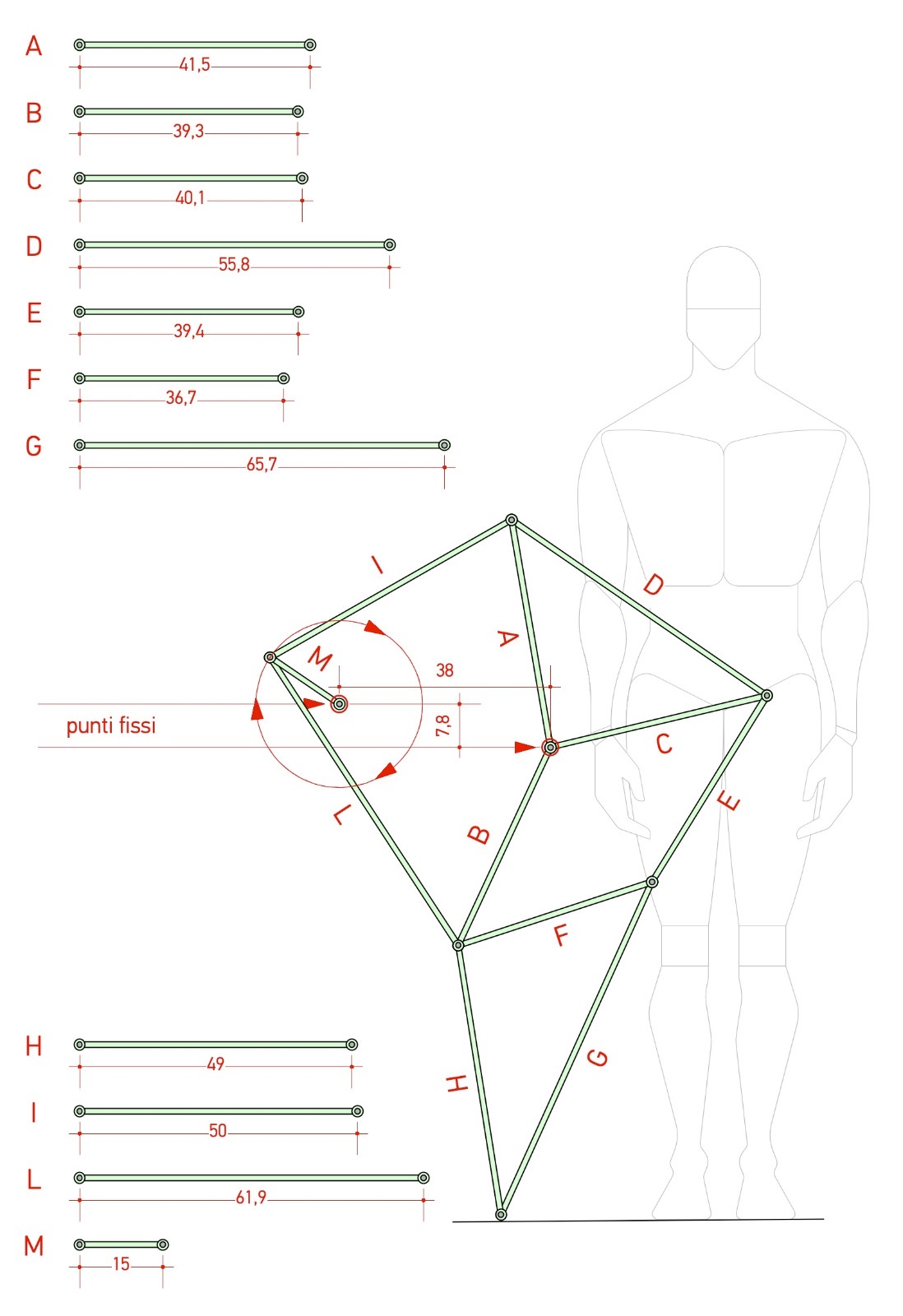
Misure delle 11 aste

Le sue più celebri creazioni sono le Strandbeesten (animali da spiaggia), grandi strutture mobili costruite connettendo e articolando sottili tubi gialli in PVC, del tipo in uso in elettrotecnica per la canalizzazione dei cablaggi di impianti elettrici, assemblati con nastro adesivo, elastici, e fascette serrafili. A questi materiali si aggiunge l'impiego di bottiglie riciclate di polietilene, bastoni di legno e persino pallet.
Simili nell'aspetto a giganteschi insetti, o a grossi scheletri animali, le sue creature sono in grado di camminare sulle spiagge olandesi sfruttando l'energia del vento: nel tempo, hanno acquisito anche forme di omeostasi, con la capacità di immagazzinare l'energia eolica in bottiglie, sotto forma di aria compressa, per garantirsi forme di autonomia in assenza di vento, ma anche con l'implementazione di rudimentali abilità percettive nei confronti dell'ambiente esterno, attraverso semplici sensori realizzati con gli stessi materiali di base, e con l'implementazione di elementari forme di memorizzazione, una combinazione di elementi che permette alle Strandbeest di modificare il proprio comportamento sulla base delle percezioni.
Le sue opere, animate e deambulanti, sono una fusione tra creazione artistica e invenzione ingegneristica; in uno spot commerciale di una nota compagnia automobilistica, Jansen ha affermato: «i confini tra arte e ingegneria esistono solo nelle nostre menti».

## Biografia

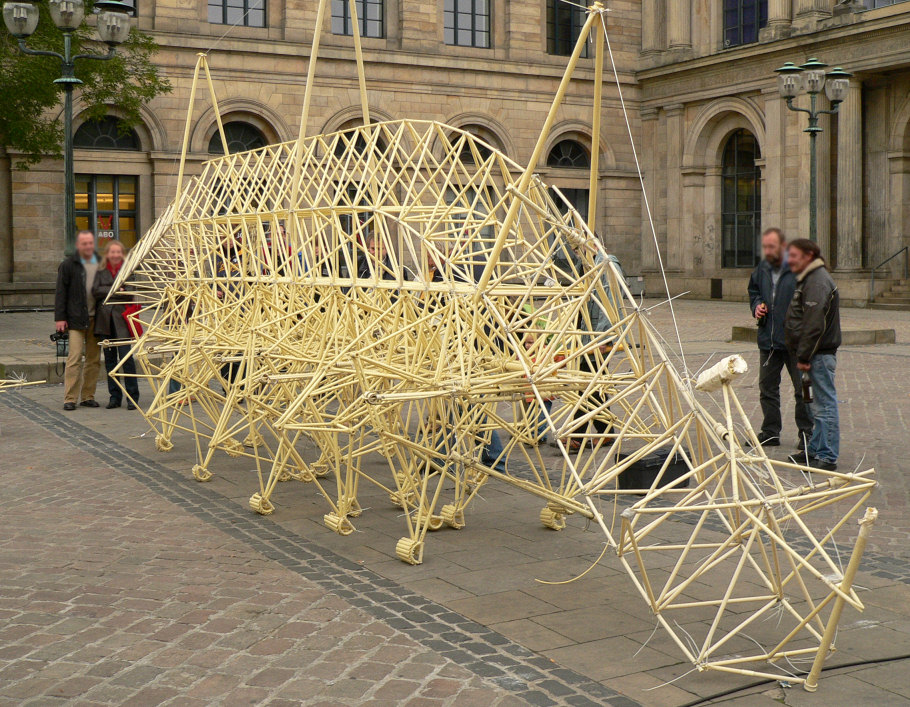
Una creazione di Jansen a Hannover: in primo piano il martello e il pivot usati per vincolarsi al terreno sabbioso in caso di forte vento

Jansen, dal 1967 al 1975, ha studiato fisica alla Technische Hogeschool Delft (ora Technische Universiteit Delft). Dopo l'esperienza universitaria, decise di intraprendere l'attività artistica, dedicandosi per sette anni alla pittura e al disegno.

### Ufo(1980)
La sua prima esperienza di arte cinetica risale al 1980, quando un disco volante di colore nero, realizzato su un'ossatura di tubi in PVC, seminò il panico volando nel cielo di Delft, sostenendosi in aria grazie all'elio con cui era riempito, accompagnando il suo volo con l'emissione di un segnale acustico e l'accensione di luci lampeggianti.
La mancanza di termini di paragone visivi, nel cielo velato dalla foschia, fece apparire le dimensioni apparenti dell'oggetto ben superiori a quelle reali, che erano di appena 4 metri: in un rapporto della polizia, ad esempio, quell'UFO fu descritto come un artefatto di circa 30 metri. L'oggetto volante sparì infine tra le nuvole facendo perdere ogni traccia di sé: atterrato forse in Belgio, non fu mai ritrovato. Un'esperienza simile fu ripetuta l'anno successivo nei cieli di Parigi.

### The Painting Machine(1984-1986)
Negli anni dal 1984 al 1986, Jansen concepisce The painting machine, sviluppo di un dispositivo di pittura automatica su muro, per mezzo di una pistola a spruzzo asservita alla rilevazione della luce e del buio da parte di un sensore ottico: l'erogazione della pittura spray avviene solo quando la macchina rileva una condizione di assenza di luce.
Il sensore ottico è costituito da una fotocellula, applicata appositamente sul fondo di un tubo in modo da rendere sensibile il dispositivo alla sola luce con incidenza parallela al tubo. Il risultato di questo procedimento artistico assomiglia a una sorta di fotografia stampata su muro, ma con una peculiare resa pittorica: poiché il sensore si avvicina ai soggetti da ritrarre, la riproduzione avviene in dimensioni reali, cancellando ogni senso della prospettiva.

### Strandbeesten(Animali della spiaggia)
Le opere per cui è più conosciuto sono le Strandbeesten, gli animali della spiaggia, una sorta di scheletri animati la cui energia propulsiva è attinta dal vento, ai quali ha iniziato a dedicarsi già negli anni ottanta.

#### Prime realizzazioni
La prima delle sue Strandbeest è stata Animaris vulgaris, un binomio di fantasia che deriva dalla fusione di due termini latini, animal e maris, e che può essere reso in italiano come Animare comune. Questa prima composizione, in tubi in PVC e nastro adesivo, non era ancora in grado di muoversi:
le bestie da spiaggia, infatti, erano destinate, in origine, a essere semplicemente esposte sulla sabbia e sulle dune costiere. Solo in un secondo momento, Jansen si è cimentato nella sfida tecnica consistente nell'imprimere loro forme di movimento autonomo. Per far questo, le strandbeesten sono dotate di «ali», sorta di pale a vento poste sul dorso della scultura, la cui attivazione è in grado di sostenere il meccanismo di deambulazione laterale delle creature, in un movimento durante il quale esse tengono sempre il loro 'naso' in direzione del vento.

#### Evoluzione delleStrandbeesten

##### Implementazione della locomozione

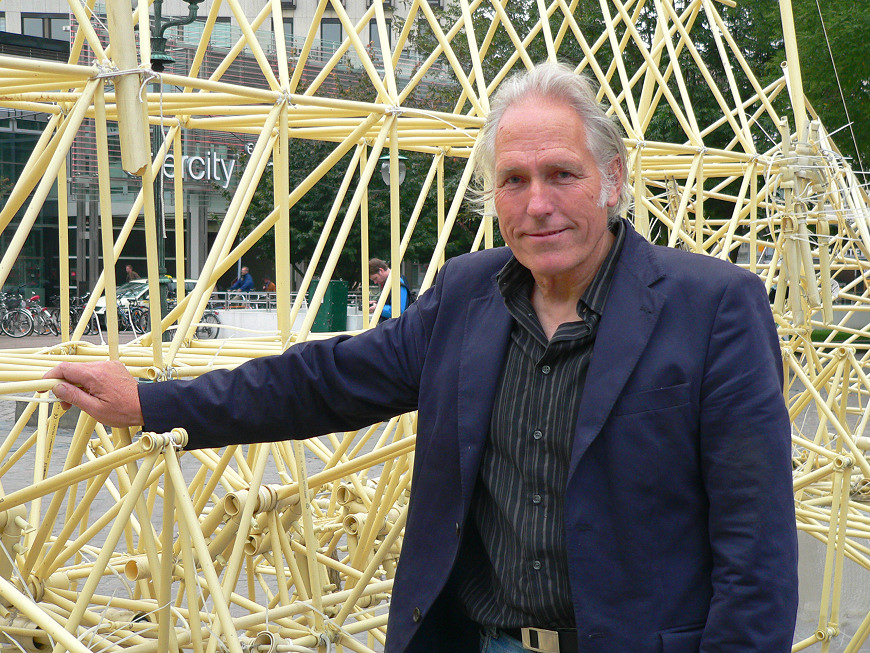
Jansen alla Staatsoper di Hannover nel 2007: dettaglio dell'albero a gomiti e dei giunti articolati

Animazione del meccanismo di deambulazione

Nelle fasi successive del progetto, interessatosi al processo di evoluzione, Jansen ha cercato di selezionare i modelli al computer, riproducendo sulle sue creature gli stessi meccanismi con cui la selezione naturale agisce sull'evoluzione delle specie viventi.
Si sono così succedute nel tempo altre generazioni di animali da spiaggia, in grado di muoversi sulla sabbia, sotto la spinta del vento, grazie a un ingegnoso movimento sviluppato dalle gambe. Col tempo, Jansen ha implementato la capacità di immagazzinare autonomamente energia, sotto forma di aria compressa, un passo verso la conquista dell'autonomia, grazie alla possibilità di muoversi anche in assenza di vento.
Le sue opere, realizzate con tubi di PVC (un tempo destinati al passaggio dei cavi conduttori in elettrotecnica) e nastro adesivo, fascette serrafili ed elastici, bottiglie di riuso in polietilene, bastoni di legno e anche pallet, sono ora in grado di correre autonomamente sulla spiaggia, grazie a un movimento di rotazione in cui ciascun "piede" descrive approssimativamente un triangolo dai vertici smussati, ottenuto sollecitando il movimento di una "zampa" meccanica schematizzabile con un grafo planare costituito da 11 segmenti tubolari articolati secondo rapporti appositamente scelti delle lunghezze in gioco.

##### Selezione evolutiva del meccanismo di articolazione

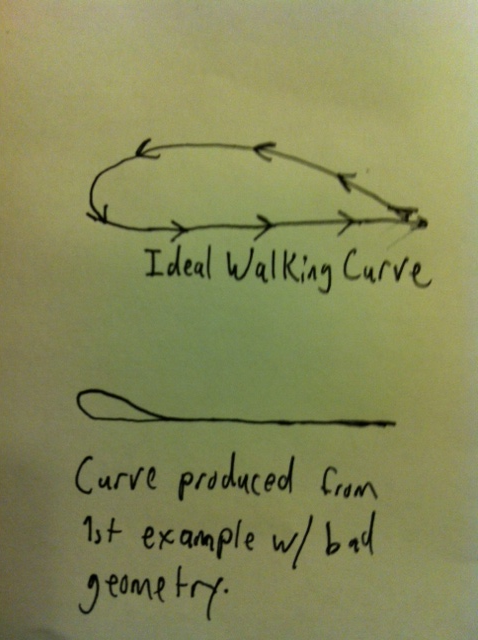
In alto: curva ideale descritta dai "piedi". In basso: curva determinata da una geometria errata

La scelta iniziale su quale fosse la combinazione geometrica capace di produrre al meglio il movimento desiderato (approssimativamente triangolare) del piede, passava attraverso l'esame delle varie configurazioni dei rapporti tra gli 11 segmenti, da effettuarsi all'interno di uno sterminato universo di possibilità: per questo motivo, la scelta è stata portata a termine non attraverso un algoritmo esaustivo, che avrebbe richiesto decine di migliaia di anni di tempo-macchina, ma con un approccio euristico, che si è servito della simulazione al computer di un processo evolutivo, partendo da una popolazione iniziale ristretta a sole 1.500 combinazioni, casualmente generate dall'algoritmo stesso. A ogni passo, l'algoritmo sceglieva le 100 migliori configurazioni, che venivano poi ricombinate a generare una nuova popolazione di altre 1.500 gambe, e così via... L'elaborazione, su un computer Atari, 24 ore su 24, si è protratta per mesi, durante i quali l'algoritmo evolutivo ha selezionato le gambe di quello che sarebbe stato battezzato Animaris Currens Vulgaris, ovvero la sua prima generazione di sculture semoventi.
Una nuova simulazione evolutiva ha selezionato le gambe delle generazioni successive, dando luogo a quelli che l'autore chiama gli 11 «numeri sacri», i cui rapporti assicurano il movimento desiderato: A = 41,5; B = 39,3; C = 40,1; D = 55,8; E = 39,4; F = 36,7; G = 65,7; H = 49; I = 50; L = 61,9; M = 15 (per la configurazione planare degli 11 segmenti indicati nella figura riportata a fianco).
La simulazione evolutiva al computer, ha permesso a Jansen di determinare le configurazioni per un efficace movimento deambulatorio. In seguito, tutte le realizzazioni sono state progettate in maniera autonoma, mediante una serie di tentativi ed errori.

##### Movimento in assenza di vento

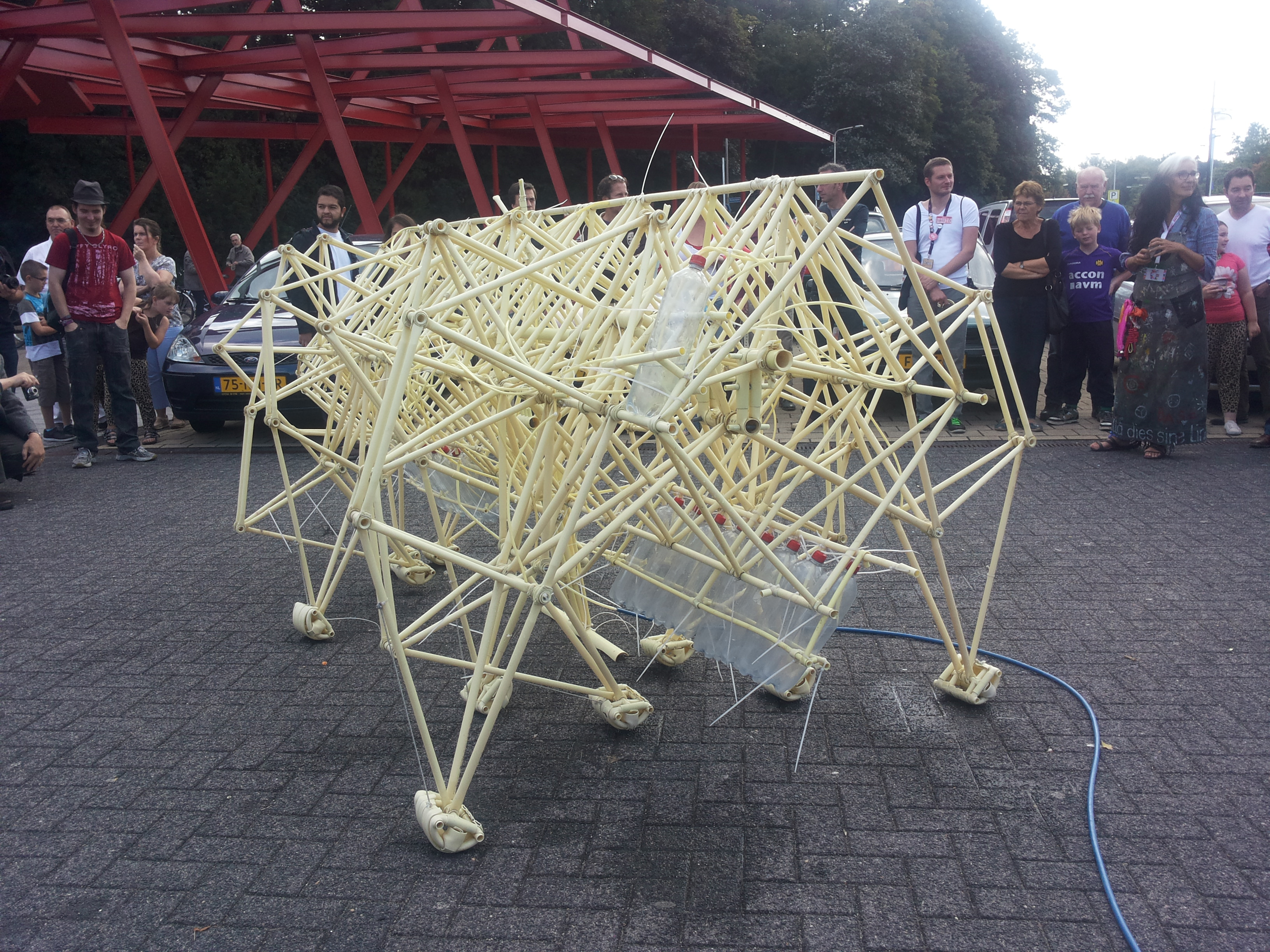
Una Strandbeest: in evidenza la batteria di bottiglie in PET destinate all'accumulo di aria compressa

Quelle stesse ali possono poi azionare diverse piccole pompe per bicicletta che insufflano aria sotto pressione all'interno di un serbatoio («lo stomaco» delle bestie, nelle parole del suo ideatore) costituito da una batteria di semplici bottiglie di PET; l'energia eolica così immagazzinata, durante un processo di ricarica che richiede poche ore di esposizione agli elementi atmosferici, può essere utilizzata, in seguito, per muoversi in modo autonomo anche in assenza di vento. Nella versione Animaris Gubernare Adulescens, le batterie di bottiglie sono raccolte in "stomaci" esterni alla Strandbest, alla quale sono connessi attraverso un meccanismo che permette loro di spostarsi con la struttura rotolando e scaricando il peso sulla sabbia, senza aumentarne la massa. Lo stomaco di batterie rotolanti risulta inoltre utile come ancoraggio.
L'aria compressa agisce su quelli che il progettista definisce «i muscoli», o ancor meglio le «ossa estensibili» dell'animale: si tratta di elementari pistoni pneumatici costituiti da due tubi coassiali in PVC di diverso diametro, la cui tenuta pneumatica è garantita da un o-ring che sormonta il tubo interno. Il flusso dell'aria immagazzinata nelle bottiglie, passando attraverso un tubicino, allunga i pistoni e permette il movimento. I «muscoli possono aprire i tappi delle bottiglie per attivare altri muscoli che aprono altri tappi e così via. Questo dà vita a centri di controllo che possono essere paragonati a cervelli».

##### Meccanismo di locomozione

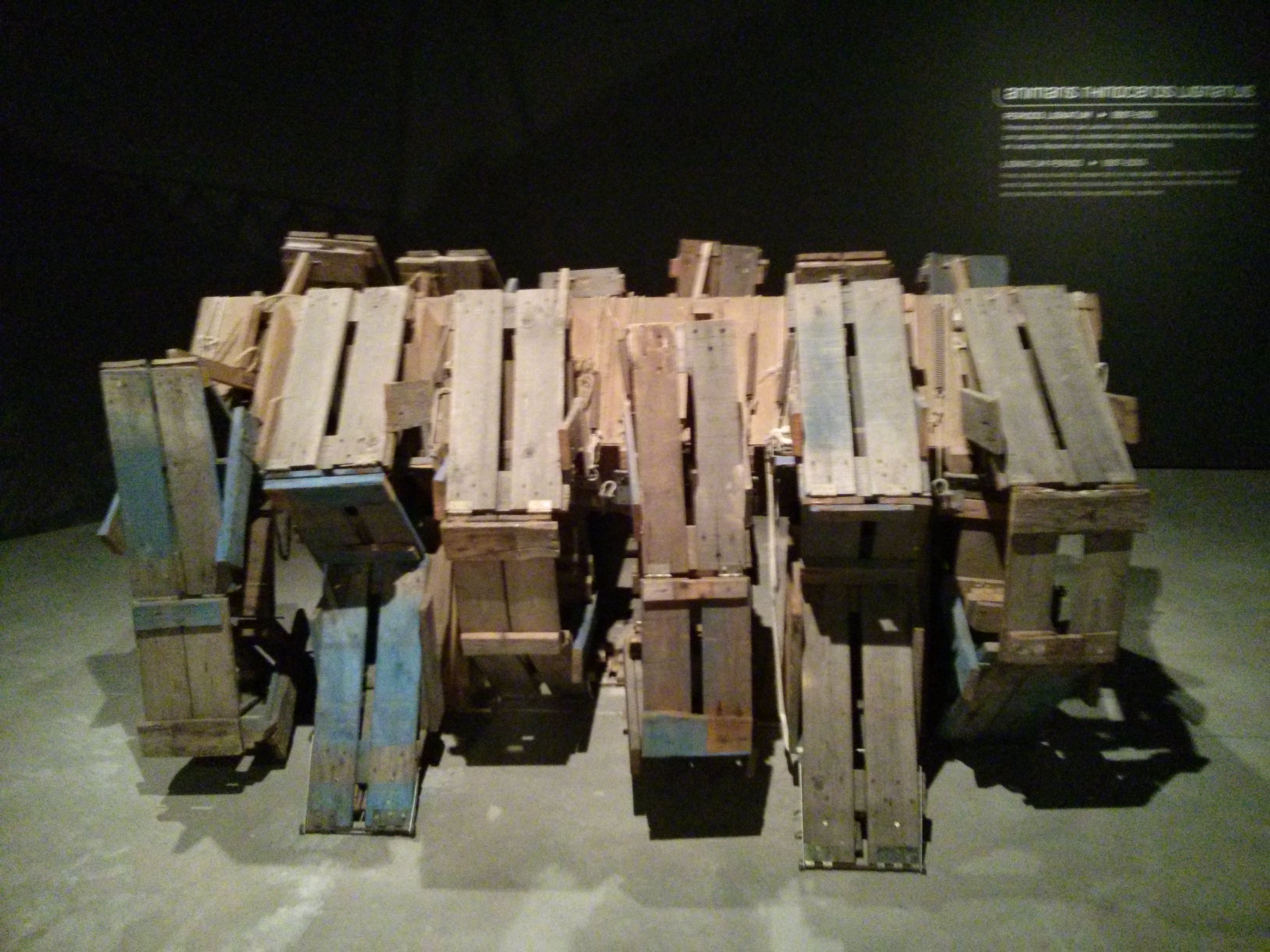
"Animaris Rhinoceros Lignatus", in legno, (Madrid, 2015)

Particolare è il meccanismo di locomozione terrestre: le sue creazioni non utilizzano ruote, che sulla spiaggia non garantirebbero un buon grip, ma si affidano a un vero e più efficiente meccanismo di deambulazione, che produce un'andatura laterale caracollante. L'utilizzo di una simulazione evolutiva al computer ha avuto come risultato il disegno di speciali 'piedi' grazie ai quali le sue creature possono muoversi sulla sabbia senza problemi.

##### Sensibilità all'acqua e al vento forte
Cruciale è la capacità delle creature di percepire e reagire ad alcune circostanze avverse e potenzialmente esiziali per la loro sopravvivenza, come il rischio di inoltrarsi in mare aperto, finendo sommerse o travolte dall'acqua, o il rischio di cadere in balia di un forte vento.
Attraverso sensori unicamente meccanici e pneumatici, Jansen ha implementato la capacità di avvertire la presenza di acqua ai propri piedi, o della sabbia asciutta delle dune: le creature reagiscono a questi stimoli con un arresto del movimento e un avvio in direzione contraria. Altri sensori, inoltre, hanno la capacità di percepire la presenza di vento forte, una circostanza alla quale rispondere ancorandosi al terreno, grazie a un perno incardinato nella sabbia, sotto le percosse di un martello azionato da un pistone pneumatico.

##### Memoria

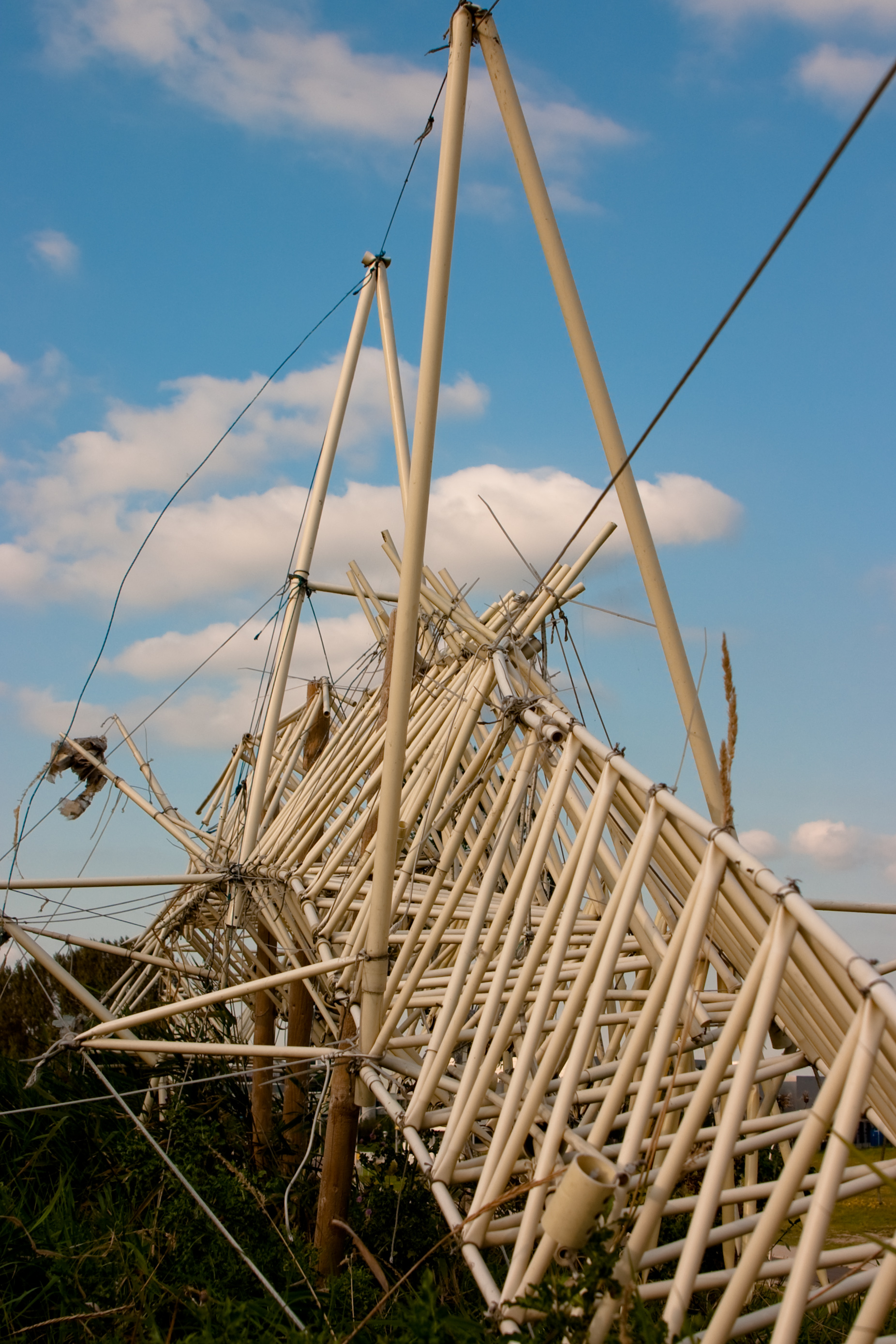
Una Strandbeest in disuso a Ypenburg

Le creature, inoltre, sono ora dotate di un contapassi, un piccolo cervello pneumatico che memorizza il numero dei passi in una configurazione binaria, ed è in grado di fornire alla scultura «una sorta di immaginazione del semplice mondo degli animali da spiaggia» i cui confini si estendono nella sabbia umida tra i due estremi imposti dalle dune costiere e dal bagnasciuga.

#### Sviluppi del progetto artistico
Jansen si propone, in futuro, di collocare, in libertà, mandrie di queste sculture sulle spiagge olandesi: abbandonate a se stesse, in grado di muoversi da sole, esse potrebbero così condurre una forma di esistenza autonoma come in colonie animali, muovendosi grazie al vento del quale, letteralmente, si nutrono. Per far questo, risulta decisiva l'acquisizione di capacità di omeostasi, alcune delle quali già implementate, come l'accumulo di aria compressa in bottiglie di plastica, in modo da garantire energia per il movimento anche in assenza di vento, o la capacità di percepire condizioni avverse, come il forte vento e la presenza del mare, a cui reagire con strategie di sopravvivenza, le capacità di memorizzazione.

##### Trasporto
Nel 2003, Jansen ha realizzato Animaris Rhinoceros Transport, dal peso di ben due tonnellate, in grado di ospitare diverse persone sedute al suo interno. Al pari delle altre Strandbeesten, Animaris Rhinoceros Transport è anch'esso sospinto dal vento ma, a dispetto del non trascurabile peso, esso può essere agevolmente spinto da una persona sola.
È allo stadio di progetto una nuova e più massiva versione, Animaris Mammoth, del peso di 12 tonnellate, dotata di maggiori capacità di trasporto, grazie alla disponibilità di maggiori spazi interni.

### Eventi e attività

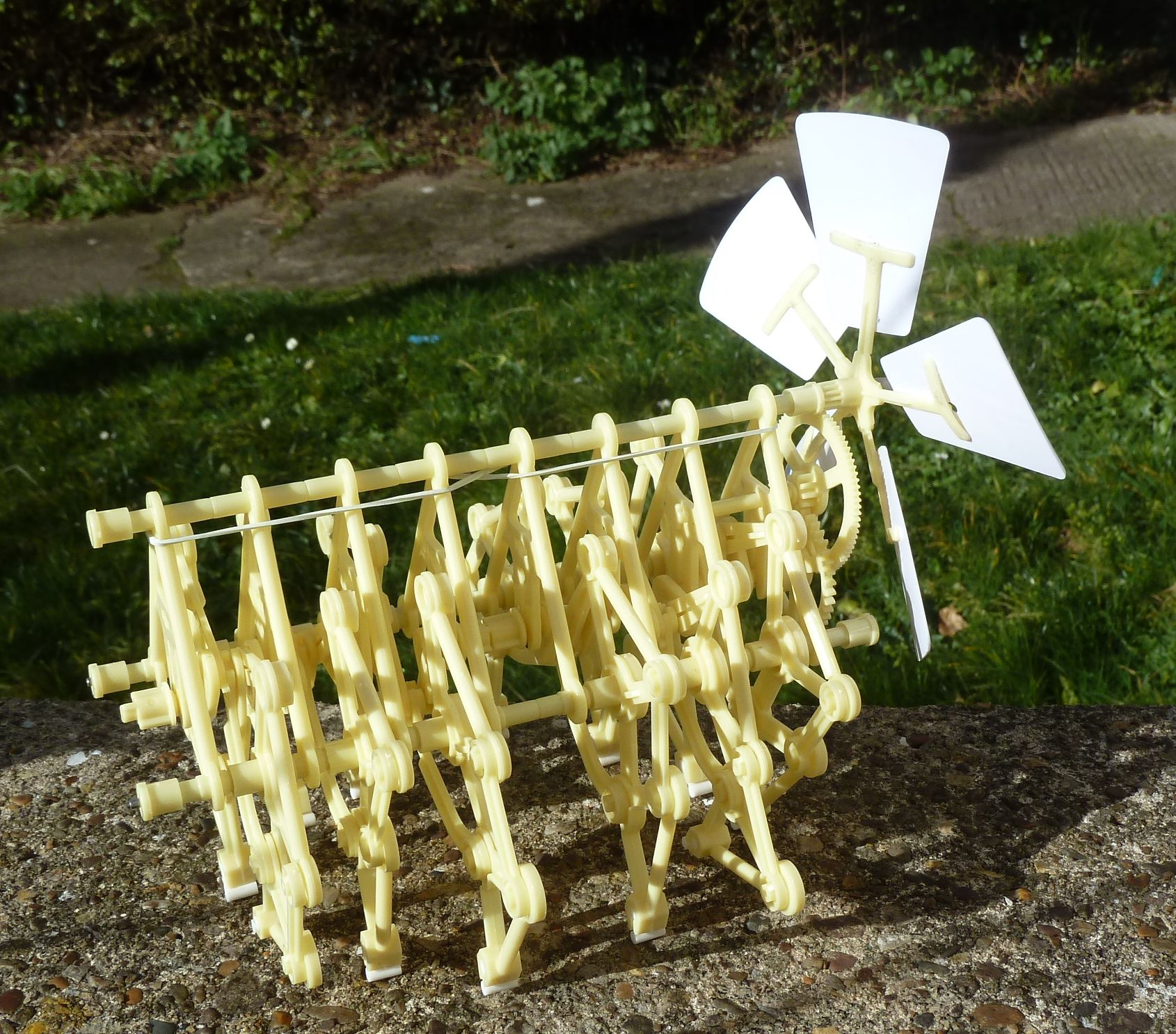
Modellino in scala funzionante

- Laboratorio: Theo Jansen opera sulle sue creature presso Ypenburg, su un basso rilievo sabbioso appartenuto un tempo a un aeroporto militare e che ora funge da barriera antirumore a separare l'abitato dall'autostrada A12. In uno spazio aperto di 30 metri x 15, adibito a laboratorio, i nuovi modelli possono essere sottoposti a sperimentazioni prima di essere pronti a muoversi sulla spiaggia[9].
- Dal 1986 al 2008, con cadenza bisettimanale, Theo Jansen ha curato, come opinionista, una colonna sul quotidiano de Volkskrant[2].
- Nel 2005 ha ricevuto il premio speciale conferito dalla giuria del Prix Ars Electronica[10].
- Nel mese di marzo 2007 ha partecipato all'iniziativa TED-Technology Entertainment Design (TED conference) di Monterey (CA), dove ha presentato il progetto sugli animali da spiaggia[8].
- Nel 2007 ha tenuto lezioni sulle sue creature alla New York Academy of Sciences[2].
- L'11 novembre 2008 ha presentato un'illustrazione del suo lavoro presso il Summit di scienza e tecnologia "L'Olandese Volante".
- Il 5 novembre 2009 Jansen ha portato al Delft Design & Engineering Award 2009 una presentazione sul tema La creazione di nuove forme di vita.